# 7,5 cm KwK 40

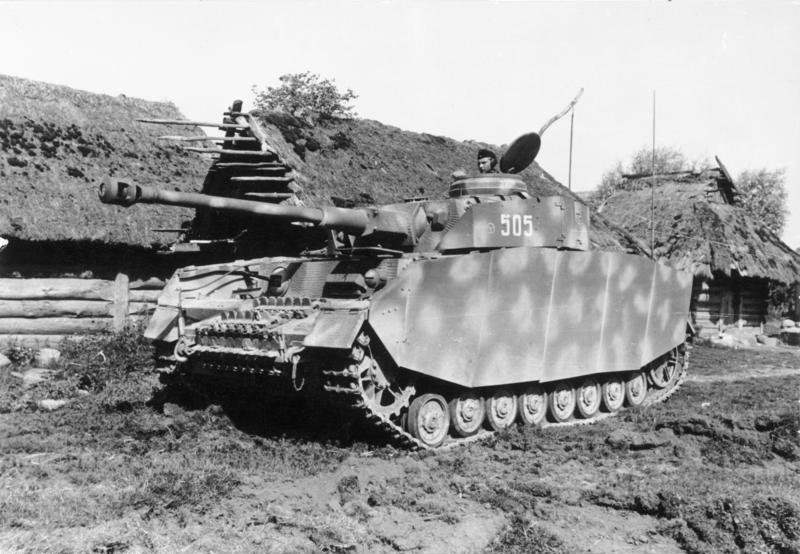
KwK 40/L48 montado en un Panzer IV

El KwK 40 de 75 mm (7,5-cm-Kampfwagenkanone 40, cañón de tanque de 7,5 cm 40) fue un cañón alemán para vehículos blindados, utilizado como arma principal del carro de combate medio Panzer IV (variante Ausf. F2 y posteriores) y del cañón de asalto StuG III (variante Ausf. F y posteriores). Montado en cañones de asalto, su designación era Sturmkanone 40 (StuK 40). El KwK 40 y el StuK 40 fueron desarrollados a partir del cañón antitanque remolcado PaK 40. La munición se acortó para facilitar su almacenamiento en vehículos. EL KwK 40 se produjo en dos largos: L/43 y L/48. Junto con el PaK 40, la serie KwK 40/StuK 40 fue el cañón antitanque más numeroso del ejército alemán.
La versión L/43 se instaló en Panzer IV y StuG III durante un corto periodo entre febrero y agosto de 1942. Los 225 Panzer IV F2 fueron equipados con la versión L/43 con un freno en forma de bola. A aproximadamente 200 de los 1687 Panzer IV Ausf. G se les instaló la L/43 con freno de doble deflector. Los StuG III que tenían la versión L/43 fueron designados Ausf. F. Versiones posteriores del StuG F portaron una versión más larga del arma: la L/48. Todos los StuG III Ausf. F/8 y G tenían el cañón de 48 calibres.
La versión L/48 era 33 cm más largo y ligeramente más potente que la L/43. La L/48 se convirtió en el cañón estándar desde junio de 1942 hasta el fin de la guerra. El arma contaba con un mecanismo de disparo eléctrico (en lugar de los de percusión) y la recámara operaba semiautomáticamente: la vaina servida era expulsada al instante y la tapa se abría para que el cargador introduzca más munición. Sólo aceptaba munición fija (de una sola pieza).
- Los siguientes números de vehículos fueron equipados con la versión L/48 entre junio de 1942 y abril de 1945
  - Aproximadamente 6.000 Panzer IV (variantes G, H, J) de un total de 8.800
  - Los 1.139 StuG IV
  - Los 175 cazatanques Marder III Ausf. H y 975 Ausf. M
  - Los 2.827 Hetzer
  - 780 de los 1998 Jagdpanzer IV (el resto tenía el KwK 42)

Como en el caso del PaK 40, el freno del KwK 40 y el StuK 40 atravesó una serie de cambios en el diseño; fueron usados cinco tipos de freno.

## Munición

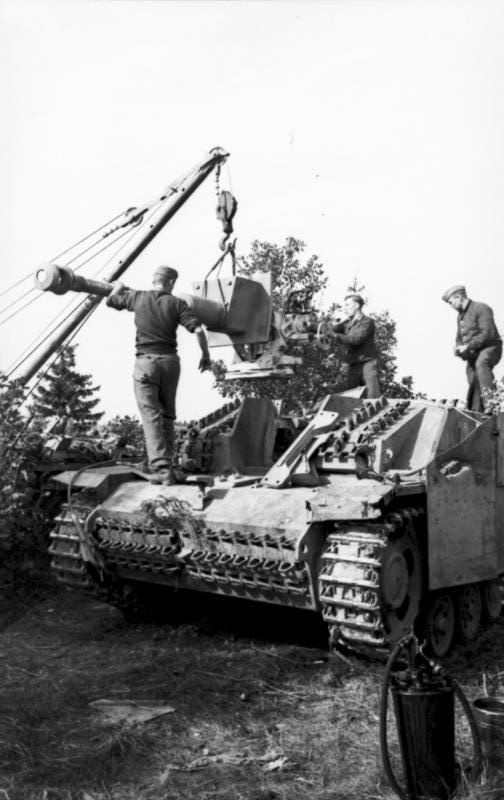
Mantenimiento del cañón de un StuG III.

- Pzgr. Patr. 39 KwK 40 (punta perforante con punta balística y carga explosiva)
  - Velocidad de salida: 790 m/s
  - Proyectil: Panzergranate 39 (Pzgr. 39)
  - Peso del proyectil: 6,80 kg
  - Carga explosiva: 18 g de RDX/cera
  - Espoleta: BdZ 5103 o BdZ 5103*
  - Peso total: 11,52 kg
  - Longitud de la vaina: 495 mm
  - Propelente: 2,410 kg de Digl. R.P. G1
  - Fulminante: eléctrico, modelo C/22 o C/22 St.

- Pzgr. Patr. 40 KwK 40 (punta perforante rígida con núcleo subcalibrado de tungsteno
  - Velocidad de salida: 990 m/s
  - Proyectil: Panzergranate 40
  - Peso del proyectil: 4,10 kg
  - Carga explosiva: ninguna (punta rígida)
  - Espoleta: ninguno
  - Peso total: 8,61 kg
  - Longitud de la vaina: 495 mm
  - Propelente: 2,2 kg de Gu. R.P. 7,7
  - Fulminante: eléctrico, modelo C/22 o C/22 St.

- Gr. Patr. 38 HL/B KwK 40 (alto explosivo antitanque)
  - Velocidad de salida: 475 m/s
  - Proyectil: Gr. 38 HL/B
  - Peso del proyectil: 4,60 kg
  - Carga explosiva: 0,51 kg de RDX/cera
  - Espoleta: A.Z. 38 St
  - Peso total: 7,36 kg
  - Longitud de la vaina: 495 mm
  - Propelente: 0,43 kg de Gu. Bl. P.-AO
  - Fulminante: eléctrico, modelo C/22 o C/22 St.

- Gr. Patr. 38 HL/C KwK 40 (alto explosivo antitanque)

- 7,5 cm Sprgr.Patr.34 KwK 40 (alto explosivo) L/48
  - Velocidad de salida: 550 m/s
  - Proyectil: Sprgr. 34
  - Peso del proyectil: 5,75 kg
  - Carga explosiva: 0,66 kg de amatol
  - Espoleta: kl. A.Z. 23 (0,15) umg.
  - Peso total: 8,71 kg
  - Longitud de la vaina: 495 mm
  - Propelente: 0,755 kg de Gu. Bl. P.-AO
  - Fulminante: eléctrico, modelo C/22 or C/22 St.

## Tabla de perforación (contra plancha de acero a 30° de la horizontal)
| Cañón               | Largo del cañón | Tipo de munición | Velocidad de salida | 100 m  | 500 m | 1000 m | 1500 m | 2000 m |
| ------------------- | --------------- | ---------------- | ------------------- | ------ | ----- | ------ | ------ | ------ |
| Kan. L/24 (75 mm)   | 1,7665 m        | K.Gr.Patr.rot.Pz | 385 m/s             | 41 mm  | 39 mm | 35 mm  | 33 mm  | 30 mm  |
| StuK 40 L43 (75 mm) | 3,281 m         | Pzgr.Ptr.39      | 740 m/s             | 99 mm  | 91 mm | 82 mm  | 72 mm  | 63 mm  |
| StuK 40 L48 (75 mm) | 3,615 m         | Pzgr.Ptr.39      | 790 m/s             | 106 mm | 96 mm | 85 mm  | 74 mm  | 64 mm  |

## Instalado en

### L/43
- SdKfz.161/1 Panzerkampfwagen IV Ausf. F/2
- SdKfz.161/1 Panzerkampfwagen IV Ausf. G
- SdKfz.142/1 Sturmgeschütz III (StuG III) Ausf. F
- Algunos KV-1 soviéticos capturados.

### L/48
- SdKfz.161/2 Panzerkampfwagen IV Ausf. H
- SdKfz.161/2 Panzerkampfwagen IV Ausf. J
- SdKfz.142/1 Sturmgeschütz III (StuG III) Ausf. F/8
- SdKfz.142/1 Sturmgeschütz III (StuG III) Ausf. G
- SdKfz.167 Sturmgeschütz IV (StuG IV)